# بيل باكر
بيل باكر (بالإنجليزية: Bill Backer)‏ هو شخصية أعمال أمريكي، ولد في 9 يونيو 1926، وتوفي في 13 مايو 2016.

## وصلات خارجية
- بيل باكر على موقع IMDb (الإنجليزية)
- بيل باكر على موقع ميوزك برينز (الإنجليزية)